# 克丽丝廷·贝克沃尔
克丽丝廷·贝克沃尔（挪威語：Kristin Bekkevold，1977年4月19日—），挪威女子足球运动员。她曾代表挪威国家队参加2000年夏季奥林匹克运动会女子足球比赛，获得一枚金牌。